# Championnat du Koweït de football 2000
Navigation
Saison précédente Saison suivante
La saison 2000 du Championnat du Koweït de football est la trente-huitième édition du championnat de première division au Koweït. La Premier League regroupe les quatorze meilleurs clubs du pays, regroupés au sein d'une poule unique où ils s'affrontent une seule fois au cours de la saison. À l'issue de cette première phase, les six premiers disputent la poule pour le titre tandis que les huit derniers se disputent les deux places restantes pour la prochaine saison en première division, qui va donc être réduite à 8 formations.
C'est le club d'Al-Salmiya SC qui remporte le championnat après avoir terminé en tête de la poule finale, avec trois points d'avance sur le tenant du titre, le Qadsia Sporting Club et huit sur Al Kuwait Kaifan. C'est le 4e titre de champion du Koweït de l'histoire du club.

## Les clubs participants
| - Al Arabi Koweït - Al-Salmiya SC - Kazma Sporting Club - Al Nasr Koweït - Al Shabab Koweït - Solaybeekhat - Al Fehayheel | - Al Tadamon Farwaniya - Al Yarmouk - Al Jahra - Al Sahel - Khitan FC - Al Kuwait Kaifan - Qadsia Sporting Club |

## Compétition

### Phase régulière
Le barème utilisé pour établir le classement est le suivant :
- Victoire : 3 points
- Match nul : 1 point
- Défaite : 0 point

| Rang | Équipe                 | Pts | J  | G | N | P  | Bp | Bc | Diff |
| ---- | ---------------------- | --- | -- | - | - | -- | -- | -- | ---- |
| 1    | Al Tadamon Farwaniya   | 23  | 13 | 7 | 2 | 4  | 20 | 15 | +5   |
| 2    | Al-Salmiya SC          | 22  | 13 | 6 | 4 | 3  | 27 | 13 | +14  |
| 3    | Kazma Sporting Club    | 22  | 13 | 6 | 4 | 3  | 14 | 8  | +6   |
| 4    | Al Kuwait Kaifan       | 21  | 13 | 5 | 6 | 2  | 22 | 13 | +9   |
| 5    | Al Jahra               | 21  | 13 | 6 | 3 | 4  | 22 | 16 | +6   |
| 6    | Qadsia Sporting Club T | 21  | 13 | 6 | 3 | 4  | 19 | 14 | +5   |
| 7    | Al Fehayheel           | 21  | 13 | 5 | 6 | 2  | 20 | 16 | +4   |
| 8    | Al Nasr Koweït         | 20  | 13 | 5 | 5 | 3  | 19 | 18 | +1   |
| 9    | Al Arabi Kuwait        | 19  | 13 | 4 | 7 | 2  | 21 | 14 | +7   |
| 10   | Al Yarmouk             | 19  | 13 | 5 | 5 | 4  | 15 | 17 | -2   |
| 11   | Al-Shabab Koweït       | 14  | 13 | 4 | 2 | 7  | 16 | 25 | -9   |
| 12   | Khitan FC              | 12  | 13 | 3 | 3 | 7  | 13 | 18 | -5   |
| 13   | Solaybeekhat           | 6   | 13 | 1 | 3 | 9  | 9  | 34 | -25  |
| 14   | Al Sahel               | 5   | 13 | 1 | 2 | 10 | 7  | 23 | -16  |

|  | Qualification pour la poule pour le titre |
|  | Participation à la poule de relégation    |
|  | T : Tenant du titre                       |

### Poule pour le titre
| Rang | Équipe               | Pts | J  | G | N | P | Bp | Bc | Diff |
| ---- | -------------------- | --- | -- | - | - | - | -- | -- | ---- |
| 1    | Al-Salmiya SC        | 23  | 10 | 7 | 2 | 1 | 24 | 10 | +14  |
| 2    | Qadsia Sporting Club | 20  | 10 | 6 | 2 | 2 | 16 | 9  | +7   |
| 3    | Al Kuwait Kaifan     | 15  | 10 | 4 | 3 | 3 | 16 | 15 | +1   |
| 4    | Kazma Sporting Club  | 12  | 10 | 4 | 0 | 6 | 23 | 19 | +4   |
| 5    | Al Jahra             | 10  | 10 | 3 | 1 | 6 | 16 | 25 | -9   |
| 6    | Al Tadamon Farwaniya | 6   | 10 | 2 | 0 | 8 | 12 | 29 | -17  |

|  | Qualification pour la Coupe d'Asie des clubs champions 2000-2001 et la Coupe des clubs champions du golfe Persique 2001 |

### Poule de relégation
Seuls les deux premiers se maintiennent en Premier League.
| Rang | Équipe            | Pts | J  | G  | N | P  | Bp | Bc | Diff |
| ---- | ----------------- | --- | -- | -- | - | -- | -- | -- | ---- |
| 1    | Al Arabi Koweït C | 34  | 14 | 10 | 4 | 0  | 36 | 4  | +32  |
| 2    | Al Nasr Koweït    | 30  | 14 | 8  | 6 | 0  | 29 | 11 | +18  |
| 3    | Al Shabab Koweït  | 22  | 14 | 6  | 4 | 4  | 17 | 22 | -5   |
| 4    | Al Sahel          | 20  | 14 | 5  | 5 | 4  | 22 | 24 | -2   |
| 5    | Khitan FC         | 16  | 14 | 3  | 7 | 4  | 20 | 23 | -3   |
| 6    | Al Yarmouk        | 16  | 14 | 4  | 4 | 6  | 14 | 19 | -5   |
| 7    | Al Fehayheel      | 6   | 14 | 1  | 3 | 10 | 15 | 31 | -16  |
| 8    | Solaybeekhat      | 6   | 14 | 1  | 3 | 10 | 17 | 46 | -29  |

|  | Qualification pour la Coupe des Coupes 2000-2001 |
|  | Relégation directe en deuxième division          |

## Bilan de la saison
| Championnat du Koweït de football 2000           |                                                                          |
| Champion                                         | Al-Salmiya SC (4e titre)                                                 |
| Coupes et trophées                               |                                                                          |
| Vainqueur de la Coupe du Koweït 2000             | Al Arabi Koweït                                                          |
| Qualifications continentales                     |                                                                          |
| Coupe d'Asie des clubs champions 2000-2001       | Al-Salmiya SC                                                            |
| Coupe des Coupes 2000-2001                       | Al Arabi Koweït                                                          |
| Coupe des clubs champions du golfe Persique 2001 | Al-Salmiya SC                                                            |
| Promotions et relégations                        |                                                                          |
| Promus en Premier League                         | Aucun                                                                    |
| Relégués en First Division                       | Al Shabab Koweït Al Sahel Khitan FC Al Yarmouk Al Fehayheel Solaybeekhat |